# 洛尚河
洛尚河（烏克蘭語：Лошань），是烏克蘭西部的河流，屬於季斯梅尼齊亞河的支流。該河流經利維夫州的德羅霍貝奇區，河道全長10公里，流域面積13.7平方公里。